# Kyoho
Le uve Kyoho (巨峰 葡萄 Kyohō budō, letteralmente "uve giganti di montagna") sono un incrocio simile alla Concord (Vitis vinifera × Vitis labrusca) e tra Ishiharawase e le varietà dei "Centennial grapes" popolari nell'Asia orientale.

## Caratteristiche
Come la Concord, Kyoho è una varietà a buccia robusta e facilmente separata dalla polpa. Le uve Kyoho sono viola-nerastre, o quasi nere, con semi grandi. Gli acini sono particolarmente grandi e perfettamente tondi.  La polpa è succosa, molto dolce e con una lieve acidità. Essendo derivata sia pure con diversi incroci da labrusca, conserva il lieve tono di sapore "volpino" tipico della labrusca.

## Storia
Le uve Kyoho furono prodotte per la prima volta nel 1937 nella Prefettura di Shizuoka, ma non furono definite con tale nome fino al 1946. Sono popolari in Giappone, Taiwan, Cina e Corea per le loro dimensioni e per la polpa molto dolce. La polpa è tradizionalmente servita sbucciata come dessert e il succo è usato per preparare cocktail di chūhai. 
Le aree di produzione sono soprattutto in Cina (90% della produzione), in Giappone è soprattutto nelle prefetture di Nagano e di Yamanashi. In America è coltivata in Central Valley in California (USA) e Cile. Nel 2015 Kyoho era il vitigno più coltivato al mondo per superficie coperta (365.000 ha).